# Mistrzostwa Europy w Piłce Nożnej Kobiet 2025 (eliminacje)/Grupa B1
W Grupie B1 eliminacji Mistrzostw Europy w Piłce Nożnej Kobiet 2025 brały udział następujące zespoły:
- Szwajcaria
- Węgry
- Turcja
- Azerbejdżan

## Tabela
| Zespół      | Pkt | M | W | R | P | Br+ | Br− | +/− |
| ----------- | --- | - | - | - | - | --- | --- | --- |
| Szwajcaria  | 15  | 6 | 5 | 0 | 1 | 14  | 3   | +11 |
| Turcja      | 9   | 6 | 3 | 0 | 3 | 8   | 8   | 0   |
| Węgry       | 7   | 6 | 2 | 1 | 2 | 10  | 9   | +1  |
| Azerbejdżan | 4   | 6 | 1 | 1 | 4 | 2   | 14  | -12 |

## Wyniki
| 5 kwietnia 2024 17:45 CEST | Węgry · Csiszár 44' | 1:1(1:0)Raport | Azerbejdżan · 74' (k) Jafarzade | Szent Gellért Fórum, Segedyn Widzów: 2 000 Sędzia: Kirsty Dowle |
|                            |                     |                |                                 |                                                                 |

| 5 kwietnia 2024 19:00 CEST | Szwajcaria · Calligaris 30', 78' · Bühler 52' | 3:1(1:0)Raport | Turcja · 80' Türkoğlu | Letzigrund Stadion, Zurych Widzów: 5 490 Sędzia: Sandra Bastos |
|                            |                                               |                |                       |                                                                |

| 9 kwietnia 2024 14:00 CEST | Azerbejdżan | 0:4(0:2)Raport | Szwajcaria · 11' (k) Vallotto · 20' Bühler · 51' Pilgrim · 54' Riesen | Dalğa Arena, Mərdəkan Widzów: 213 Sędzia: Alina Peşu |
|                            |             |                |                                                                       |                                                      |

| 9 kwietnia 2024 19:00 CEST | Turcja · Türkoğlu 80' · Cin 87' | 2:1(0:1)Raport | Węgry · 45+1' Csányi | Pendik Stadyumu, Stambuł Widzów: 878 Sędzia: Katarzyna Lisiecka-Sęk |
|                            |                                 |                |                      |                                                                     |

| 31 maja 2024 19:00 CEST | Turcja · Topçu 43' (k) | 1:0(1:0)Raport | Azerbejdżan | Erzincan 13 Şubat Şehir Stadyumu, Erzincan Sędzia: Alexandra Collin |
|                         |                        |                |             |                                                                     |

| 31 maja 2024 20:00 CEST | Szwajcaria · Lehmann 27' · Bachmann 61' (k) | 2:1(1:0)Raport | Węgry · 56' Zeller | Tissot Arena, Biel/Bienne Sędzia: Emanuela Rusta |
|                         |                                             |                |                    |                                                  |

| 4 czerwca 2024 17:00 CEST | Azerbejdżan · Mirzaliyeva 89' | 1:0(0:0)Raport | Turcja | Dalğa Arena, Baku Sędzia: Nanna Løf Andersen |
|                           |                               |                |        |                                              |

| 4 czerwca 2024 17:30 CEST | Węgry · Pápai 73' | 1:0(0:0)Raport | Szwajcaria | Hidegkuti Nándor Stadion, Budapeszt Sędzia: Eleni Antoniou |
|                           |                   |                |            |                                                            |

| 12 lipca 2024 18:00 CEST | Azerbejdżan | 0:5(0:2)Raport | Węgry · 21' Csiki · 32' Kaján · 53' Pápai · 90+1', 90+4' Siklér | Dalğa Arena, Baku Sędzia: Jelena Pejković |
|                          |             |                |                                                                 |                                           |

| 12 lipca 2024 19:30 CEST | Turcja | 0:2(0:0)Raport | Szwajcaria · 58' Schertenleib · 65' Crnogorčević | Kocaeli Stadyumu, İzmit Sędzia: Lina Lehtovaara |
|                          |        |                |                                                  |                                                 |

| 16 lipca 2024 19:00 CEST | Szwajcaria · Terchoun 25' · Calligaris 77' · Crnogorčević 88' | 3:0(1:0)Raport | Azerbejdżan | Stade Olympique de la Pontaise, Lozanna Sędzia: Miriama Bočková |
|                          |                                                               |                |             |                                                                 |

| 16 lipca 2024 19:00 CEST | Węgry · Kaján 66' | 1:4(0:1)Raport | Turcja · 14' Şeker · 55' Keskin · 61' Sadıkoğlu · 79' Hançar | Alcufer Stadion, Győr Sędzia: Franziska Wildfeuer |
|                          |                   |                |                                                              |                                                   |

## Strzelczynie

### 3 gole
- Viola Calligaris

### 2 gole
- Luana Bühler
- Ana-Maria Crnogorčević
- Ece Türkoğlu
- Zsanett Kaján
- Emőke Pápai
- Kinga Siklér

### 1 gol
- Sevinj Jafarzade
- Nigar Mirzaliyeva
- Ramona Bachmann
- Alisha Lehmann
- Alayah Pilgrim
- Nadine Riesen
- Sydney Schertenleib
- Meriame Terchoun
- Smilla Vallotto
- Miray Cin
- Kader Hançar
- Elif Keskin
- Birgül Sadıkoğlu
- Busem Şeker
- Ebru Topçu
- Diána Csányi
- Anna Csiki
- Henrietta Csiszár
- Dóra Zeller